# Borg-sterrenschepen
Borg-sterrenschepen zijn fictieve ruimteschepen uit diverse Star Trek televisieseries en de speelfilm Star Trek: First Contact.

## Borg-kubus
De Kubus (Engels: Cube) was het eerste Borg-ruimteschip dat Starfleet tegenkwam, met hulp van de entiteit Q, die de USS Enterprise NCC-1701D naar het Delta-Kwadrant slingerde, om te bewijzen dat er volken bestonden waartegen Starfleet machteloos was. Dit gebeurde in de Star Trek: The Next Generation episode "Q Who?".
Opvallend aan de kubus is dat het gigantische schip (ongeveer 3 x 3 x 3 km) geen duidelijk gedefinieerde secties heeft, zoals een brug, machinekamer, ziekenboeg of andere gebruikelijke onderdelen van een gewoon schip. Wel is het schip beweeglijk, is het bemand door duizenden Borg-darren (drones) met kenmerken van diverse rassen, en is het in staat zichzelf in hoog tempo te herstellen. Ook bij latere ontmoetingen met de Borg is het steevast een kubus waarmee men wordt geconfronteerd.
Pas later ontdekte men dat de Borg over een hele reeks vliegende geometrische tuigen beschikte, waaronder Bollen, Diamanten, Kubussen en zelfs gecombineerde tuigen, zoals de assimilator (samengesteld uit 3 parallellepipedums).
Er zijn twee gedocumenteerde gevallen van kubussen die werden vernietigd. Dit vond plaats rondom de slag bij Wolf 359, toen elk van hen trachtte de Aarde aan te vallen. De eerste werd gestopt bij Wolf 359, maar richtte zware verwoestingen aan, de tweede werd dankzij Jean-Luc Picard, gebruik makende van zijn expertise vis-à-vis de Borg, gestuit kort voor ze de Aarde zou bereiken.
Tijdens hun tocht door het Delta-Kwadrant kwam de USS Voyager meermaals in contact met Borg-Kubussen.

## Borg-bol
De Borg-bol is de tweede van een reeks geometrisch gevormde tuigen die de Borg gebruiken voor het uitvoeren van hun missies.
Ze zijn ongeveer de helft kleiner dan de gemiddelde kubus, en voornamelijk bedoeld als snelle onderscheppingsvaartuigen.
De meeste Bollen zijn volmaakt sferisch, maar er zijn rapporten dat sommigen eerder een geodetische vorm hebben, wat zou wijzen op een Bol die verder expandeert om meerdere Drones te herbergen. Aangenomen wordt dat een Bol uiteindelijk evolueert naar een Kubus, en dat de Bol zelf dus een evolutie is van een kleiner vaartuig.
Omdat een Borgschip geen duidelijk gedefinieerde sectionele opbouw heeft, is dat zeker mogelijk.
USS Voyager kwam regelmatig in contact met Bollen, waaronder een beschadigde Bol, waarbij men trachtte de Transwarp-module te stelen. De missie werd bijna een fiasco, toen de Bol weer actief werd en Seven of Nine ontvoerde.
De USS Enterprise-E kwam in contact met een Borg-Bol, die was uitgerust met een temporele transporter, waarmee het een sprong naar 2063 maakte. De Enterprise volgde, en wist de Bol te vernietigen.